# 하야카와역
하야카와역(일본어: 早川駅, はやかわえき)은 일본 가나가와현 오다와라시에 있는 철도역이다. 동일본 여객철도가 관할하는 도카이도 선이 지난다.

## 역 구조
섬식 승강장 1면 2선과 측선 1편을 가지고 있는 지상역이다. 역 업무는 동일본 환경 액세스가 대신하고 있다.

### 승강장
| 1 | ■ 도카이도 선 | 아타미 · 이토 · 누마즈 방면     |
| 2 | ■ 도카이도 선 | 오다와라 · 요코하마 · 도쿄 방면 |

## 역세권 정보
- 이시가키 산성
- 오다와라 어항

## 역사
- 1922년 12월 21일 - 국철 아타미 선 고즈역 ~ 마나즈루역 구간 개통과 함께 개업.
- 1987년 4월 1일 - 민영화에 따라 동일본 여객철도의 소속이 되었다.
- 2001년 11월 18일 - 스이카의 사용이 개시되었다.

## 인접역
| 동일본 여객철도 도카이도 본선           | 동일본 여객철도 도카이도 본선 | 동일본 여객철도 도카이도 본선 |
| --------------------------------------- | ----------------------------- | ----------------------------- |
| JT 16 오다와라 구로이소 · 다카사키 방면 | 도카이도 선                   | JT 18 네부카와 아타미 방면    |